# Töijensalo
Töijensalo est une île du lac Päijänne à Sysmä en Finlande,.

## Géographie
L'île mesure 2,9 kilomètres de long, 2,3 kilomètres de large et couvre une superficie de 6,7 kilomètres carrés. 
Située dans la partie orientale du Tehinselkä en face du Paimenselkä, elle fait partie d'un groupe d'îles comprenant 20 petites îles et les grandes îles Kähärinsaari au sud-ouest, Kinnarinsaari au nord-ouest, Vähä-Juures et Iso-Juures au nord ainsi que Sotkettama au sud-est.
Entre Töijensalo et Sotkettama se trouve le détroit Hirvensalmi, large de plus de 100 mètres, sur lequel un remblai routier et un petit pont ont été construits. 
Entre Töijensalo et Kähärinsaari, il y a un détroit d'environ 10 à 500 mètres de large, au point le plus étroit duquel  a été construite une liaison routière. 
Ces trois îles abritent une baie qui n'est exposée qu'au vent du sud. 
Le Paimenselkä s'ouvre à l'est de Töijensalo et le Tehinselkä à l'ouest.
L'île est couverte forêts, mais entre les collines et au milieu de l'île, il reste une ferme agricole en activité. 
Il y a environ 80 maisons de vacances, principalement sur les rives de l'île.